# Jacques Émile Blanche
Jacques-Émile Blanche (París, 31 de enero de 1861-Offranville, Alta Normandía, 30 de septiembre de 1942) fue un pintor francés.
Disfrutó de una excelente educación cosmopolita, creciendo en Passy en una casa que en el pasado perteneció a la princesa de Lamballe, que aún conservaba la atmósfera del refinamiento y la elegancia del siglo XVIII e influyó en su gusto y obra. Aunque recibió alguna formación pictórica de Henri Gervex, puede ser considerado autodidacta. Adquirió gran reputación como pintor de retratos; su arte deriva de fuentes inglesas y francesas, es refinado, a veces superelegante, pero lleno de carácter. Entre sus obras principales están los retratos de su padre, de Marcel Proust, del poeta Pierre Louÿs la familia Thaulow, Aubrey Beardsley e Yvette Guilbert.

## Pinturas selecionadas

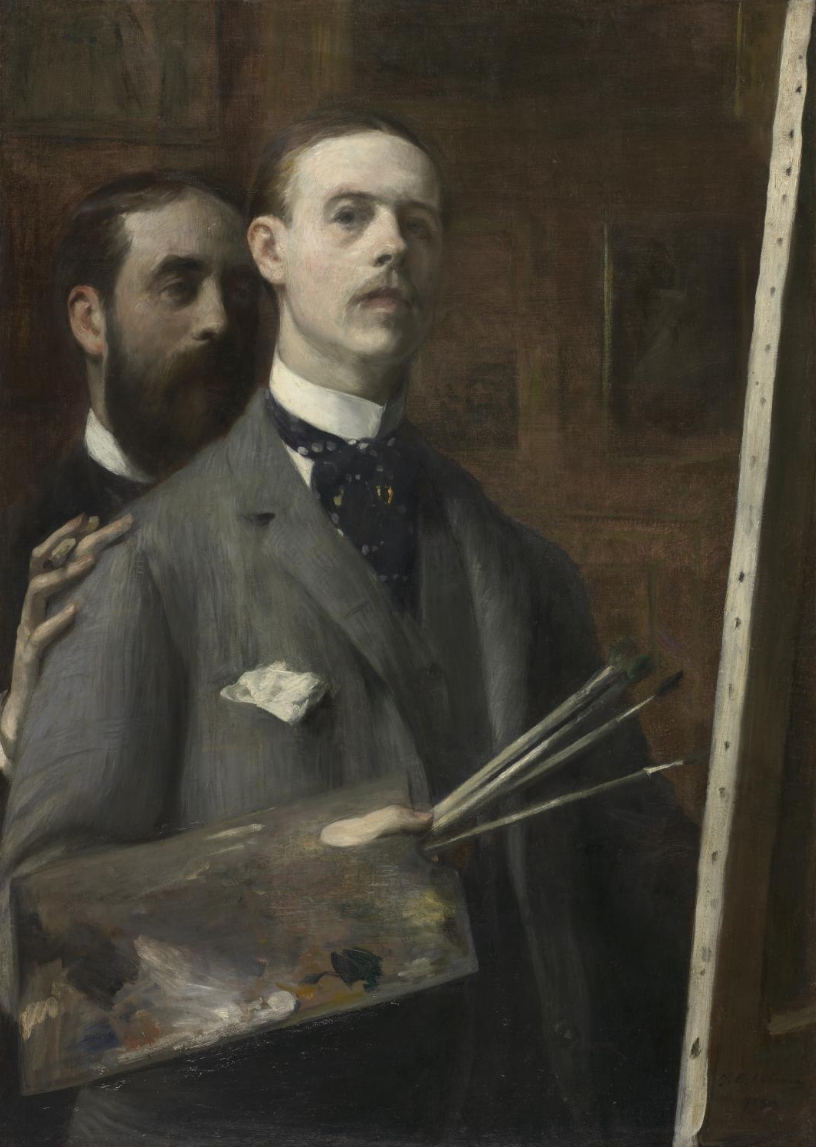
Autorretrato con Raphael de Ochoa, 1890, Cleveland Museum of Art
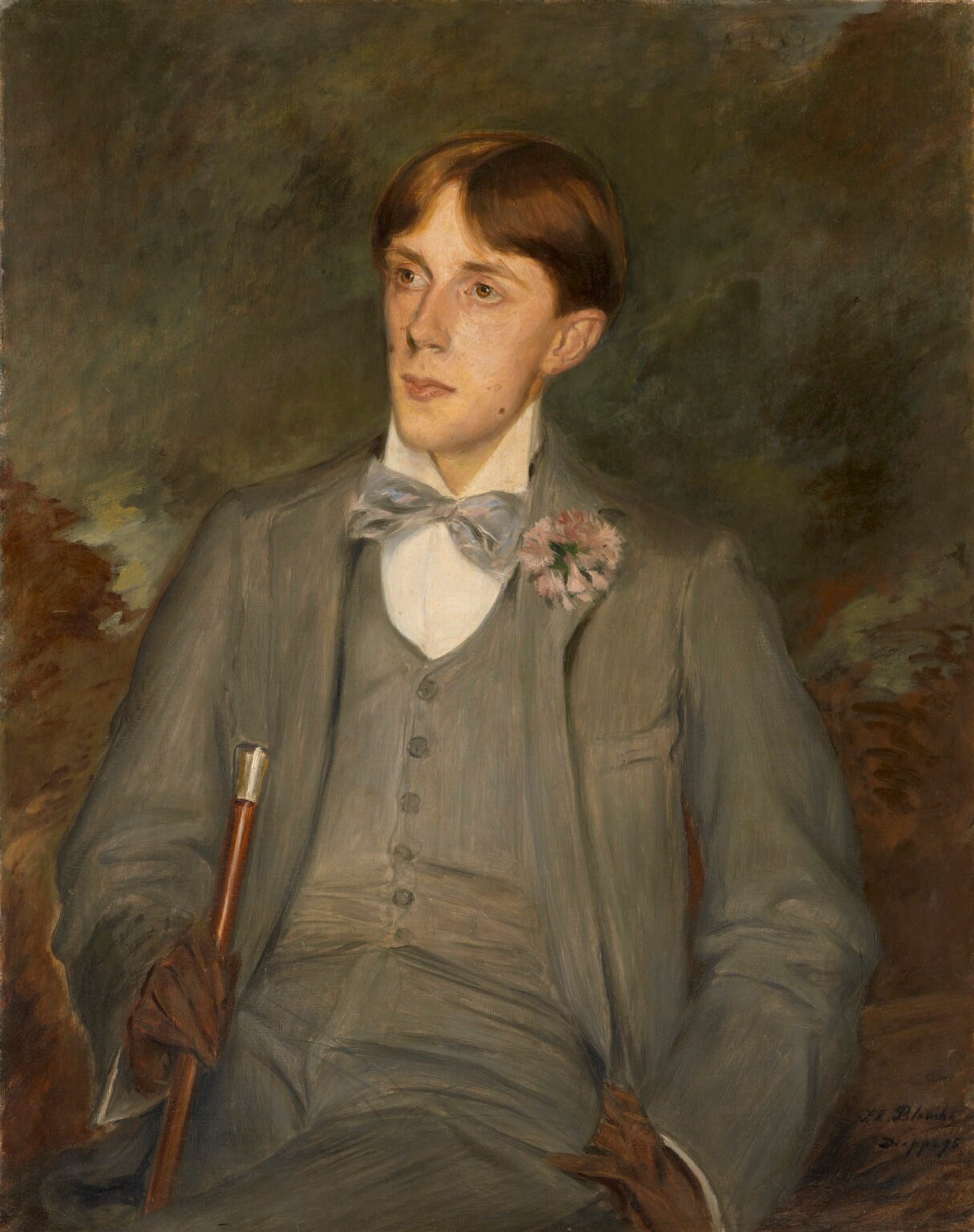
Aubrey Beardsley
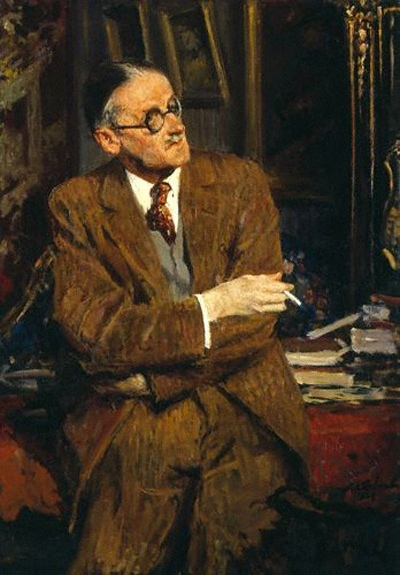
James Joyce
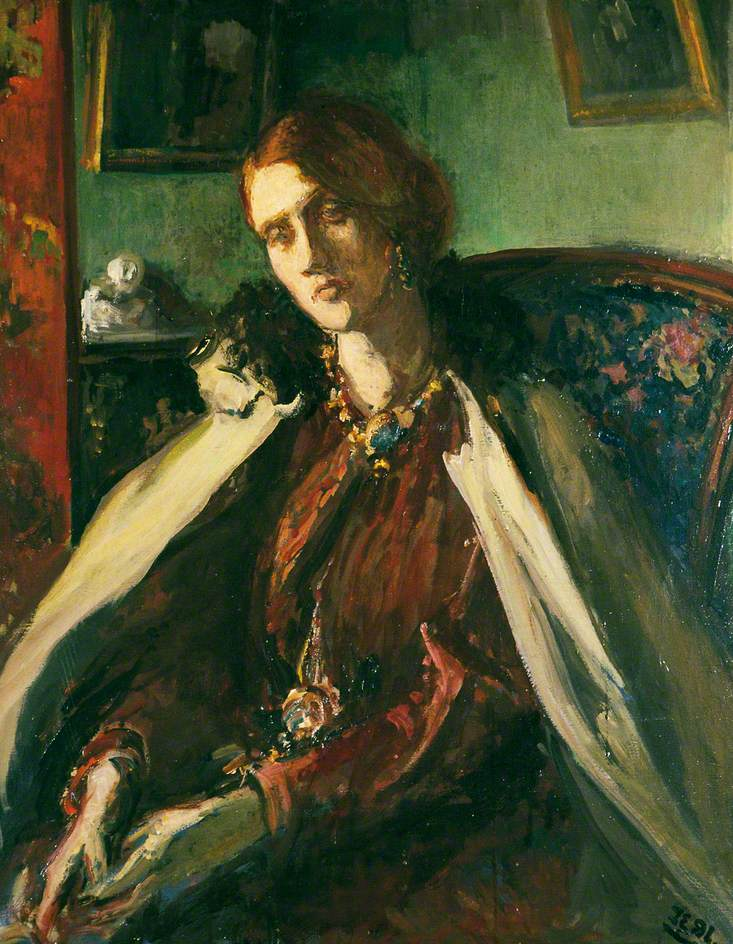
Julia Stephen
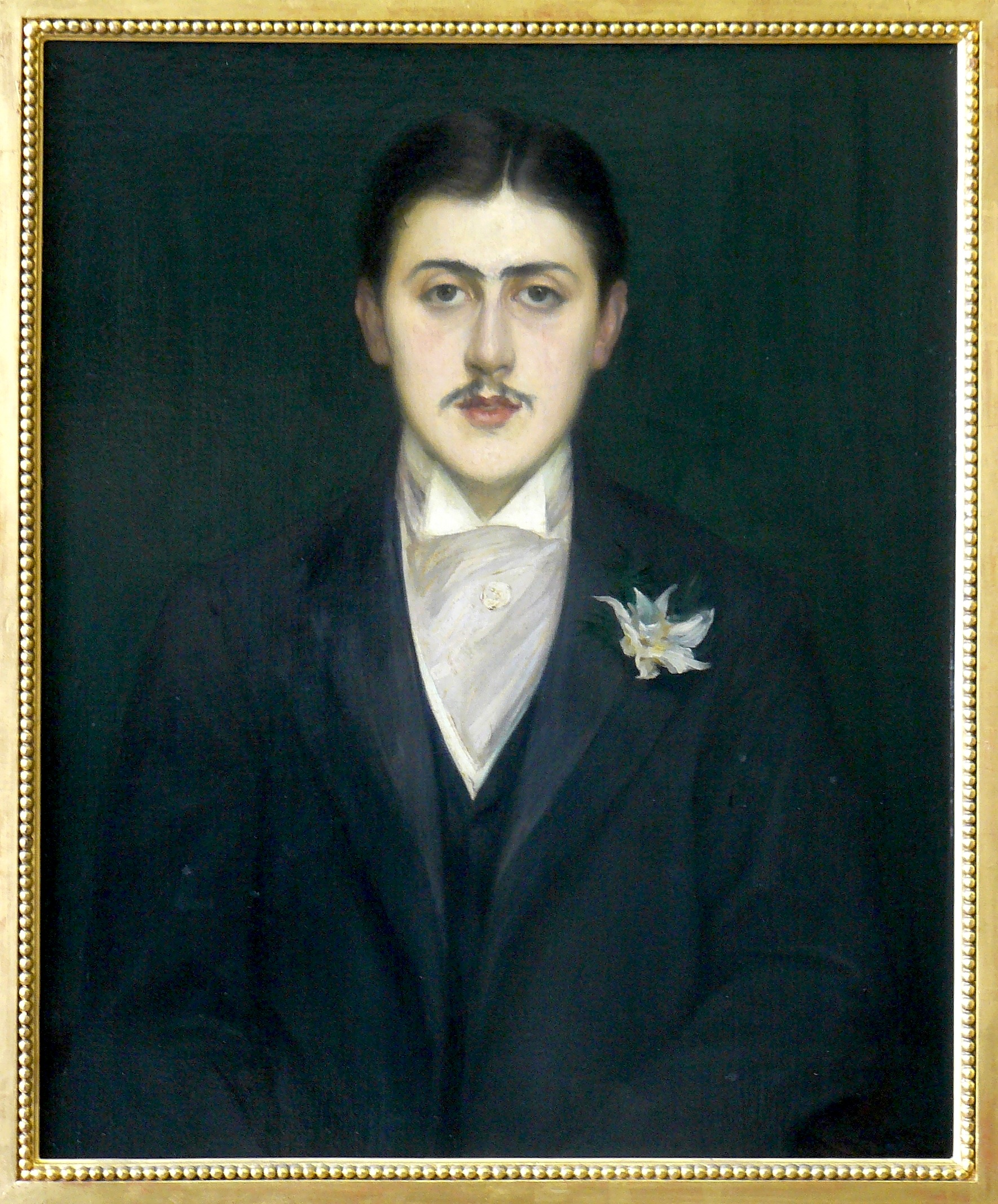
Jacques-Émile Blanche, retrato de Marcel Proust, (1892).
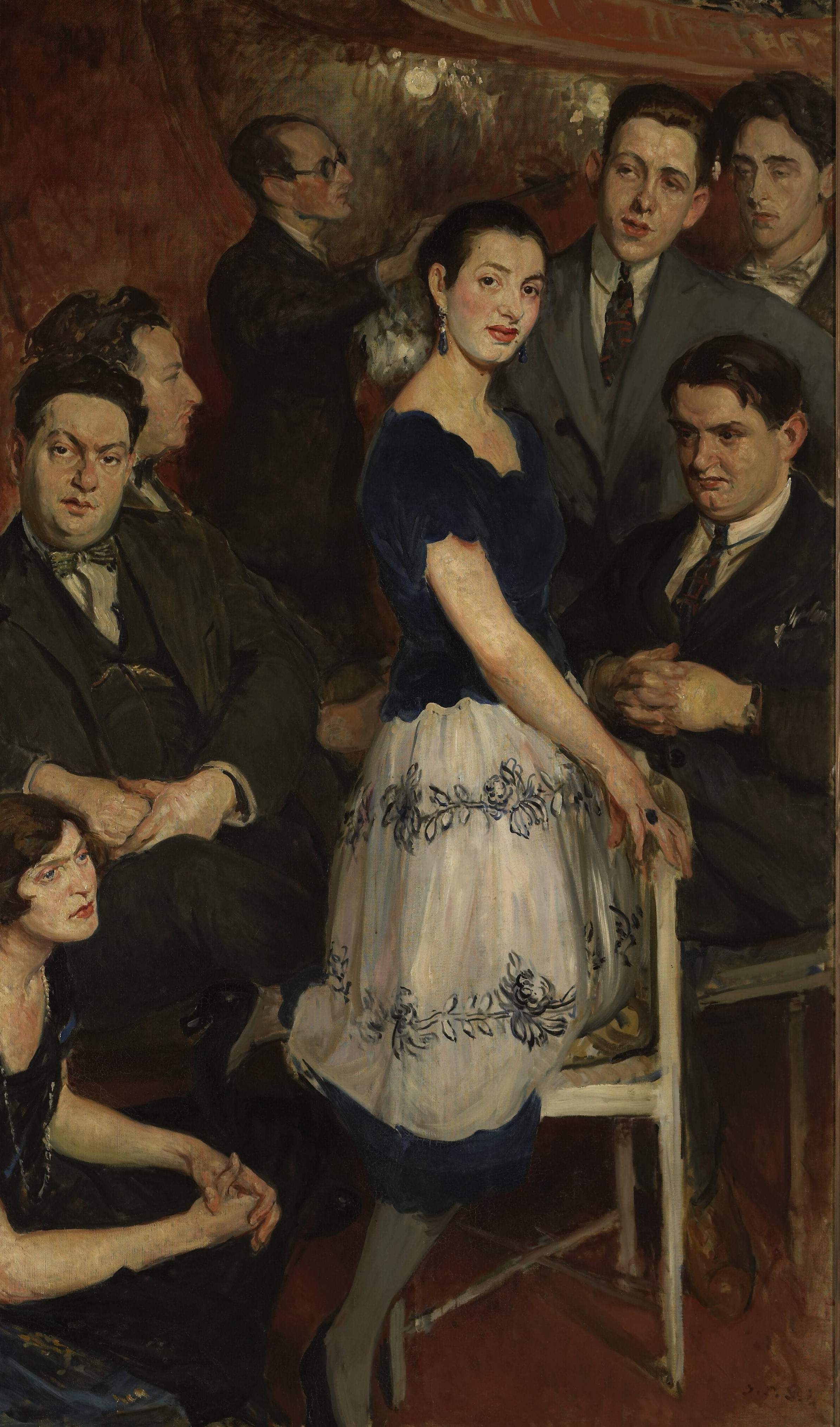
Les Six
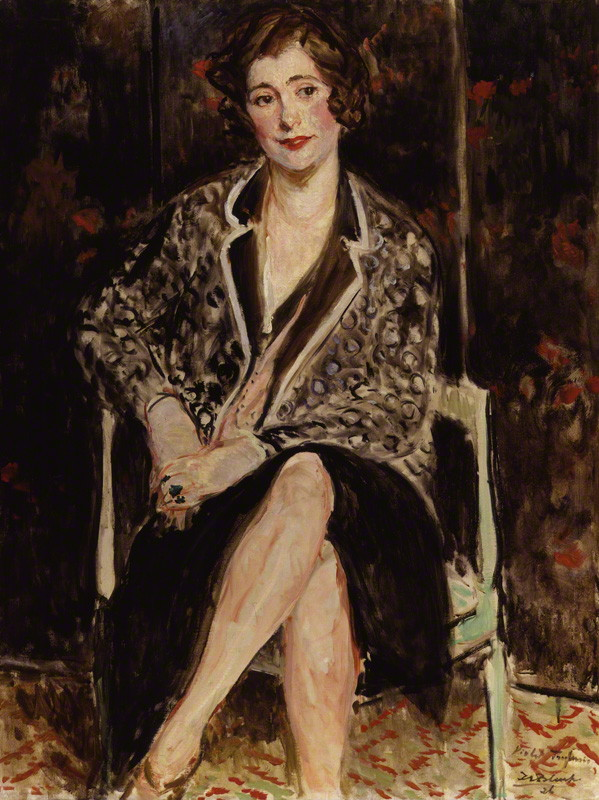
Violet Trefusis